# Castle Clinton National Monument

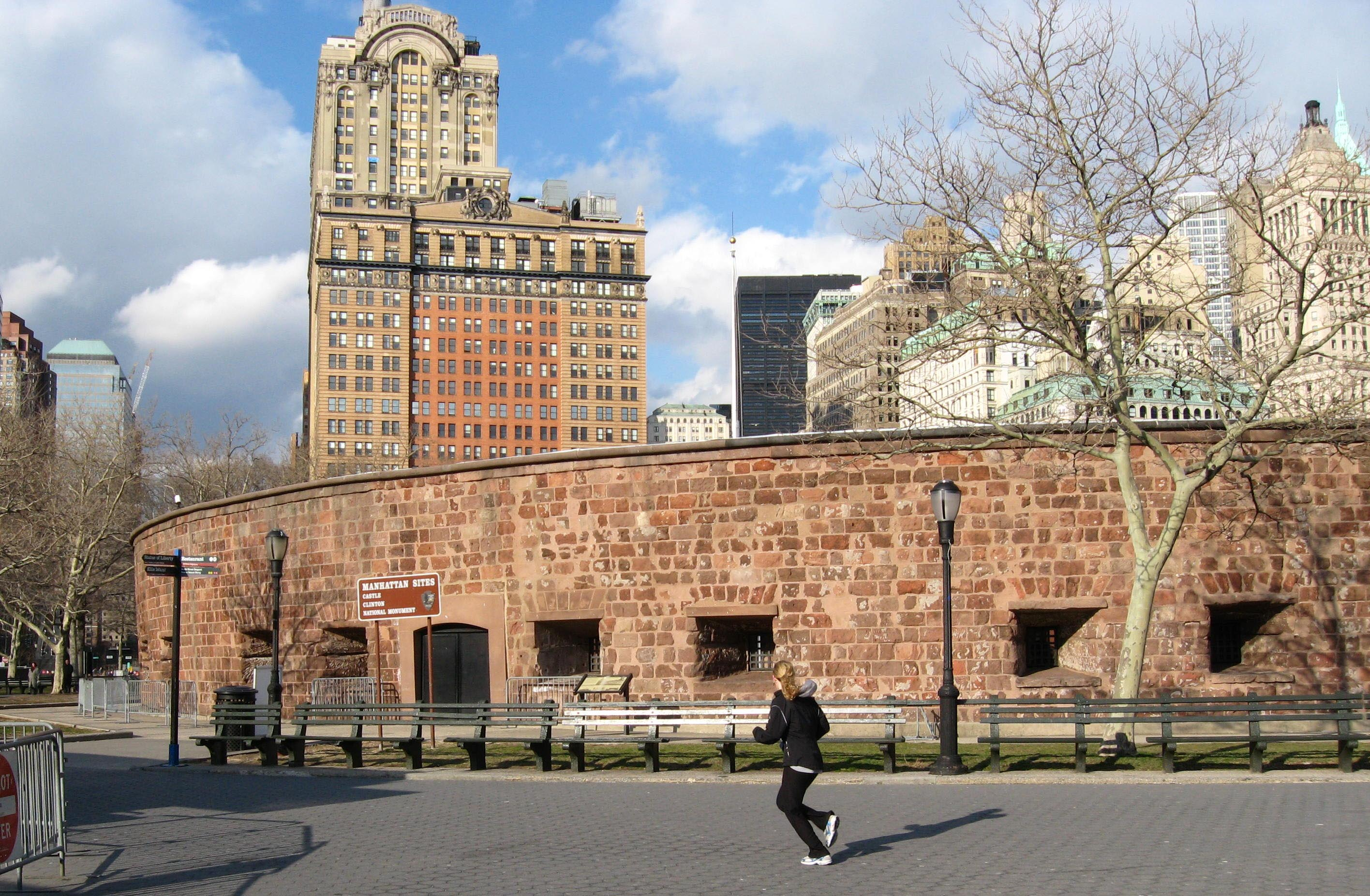
Entrada sud

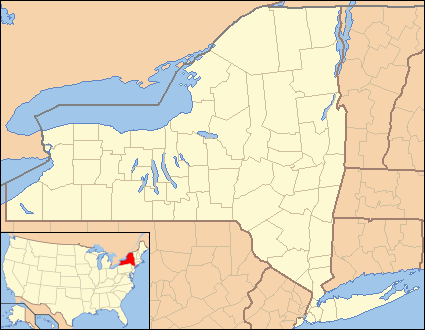
Localització

Castle Clinton o Fort Clinton és un fort circular fet de gres situat a Battery Park a l'extrem sud de Manhattan, a New York. És un monument nacional americà. El fort deu el seu nom a DeWitt Clinton, el governador de New York que va fer reforçar les defenses sobre la badia.

## Història
La construcció del fort va començar el 1808 i va ser acabada el 1811 sobre una illa coneguda amb el nom de West Battery (de vegades South-west Battery), segons els plànols dels arquitectes John McComb Jr. i Jonathan Williams.
West Battery tenia per objectiu completar Castle Williams a Governors Island, que estava situat a East Battery per defensar la ciutat de les forces britàniques durant les tensions que van marcar el conflicte de la Guerra de 1812, però que no va participar mai en cap batalla.
El 1823, el fort va ser rebatejat Castle Garden i va ser reconvertit en un espai de lleure i de concerts. Així per exemple el 1853, el molt popular i excèntric director d'orquestra i compositor de música lleugera Louis-Antoine Jullien (1812-1860) hi oferirà un seguit de grans concerts amb un immens èxit. Castle Garden va servir de centre d'immigració entre 1855 i 1890, abans de l'obertura d'Ellis Island, després va acollir l'Aquari de New York el 1896, abans de tancar les portes el 1940.
Va ser restaurat als anys 1970 en qualitat d'indret històric.